# 六堡茶

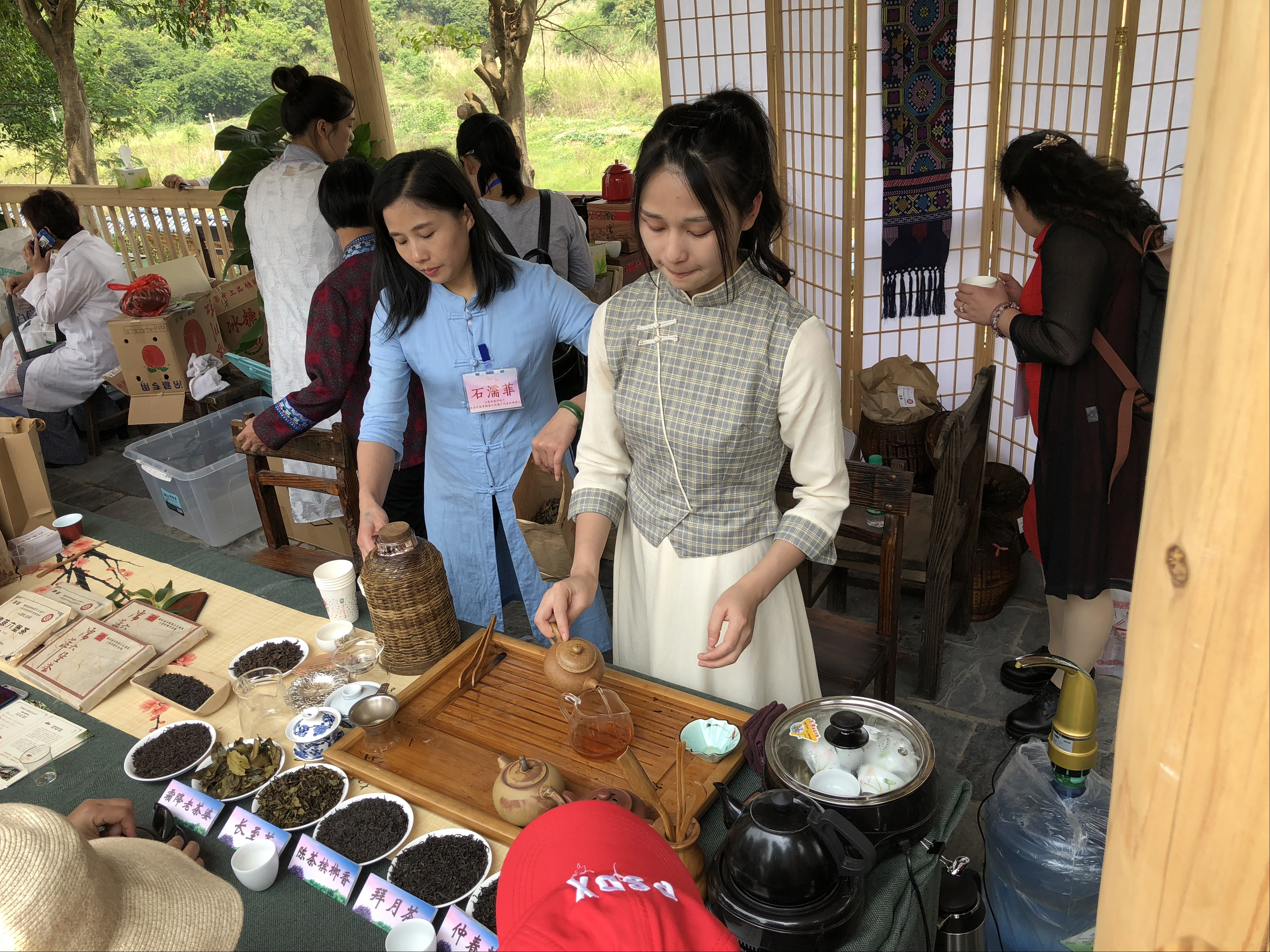
在南宁三月三主会场展示的六堡茶制作技艺

六堡茶是指原产、主产于广西梧州苍梧县六堡乡的黑茶，后发展到广西20多个县。采摘一芽二三叶，经摊青、低温杀青、揉捻、沤堆、干燥制成。分特级、一至六级。特点“红、浓、陈、醇”，有特殊的槟榔香气，存放越久品质越佳。主销广东、广西、香港等，外销至东南亚。
六堡茶为中国地理标志产品。